# Rosyjskie monety bite dla Polski (1815–1841)
Rosyjskie monety bite dla Polski 1815–1841 – numizmatyczne opracowanie o charakterze katalogu, zamieszczone jako jeden z czterech rozdziałów książki wielkiego księcia Jerzego Romanowa „РУССКИЕ МОНЕТЫ, ЧЕКАНЕННЫЕ ДЛЯ ПРУССИИ, 1759–1762, ГРУЗИИ, 1804–1833, ПОЛЬШИ, 1815–1841, ФИНЛЯНДИИ, 1864–1890” (Rosyjskie monety bite dla Prus, 1759–1762, Gruzji, 1804–1833, Polski, 1815–1841, Finlandii, 1864–1890), wydanej w Sankt Petersburgu w 1893 r.
Zgodnie z optyką przyjętą w rosyjskiej numizmatyce, wielki książę Jerzy Romanow zaliczył do XIX-wiecznych emisji dla Polski tylko te, które były dopuszczone do obiegu wyłącznie na terenie Królestwa Kongresowego, a więc monety:
- okresu autonomii (1815–1835)
- bite w czasie powstania listopadowego (1831) oraz
- polsko-rosyjskie bite w miedzi i bilonie (1835–1841).

Dwunominałowe monety polsko-rosyjskie (srebrne i złote), monety rosyjsko-polskie oraz rosyjsko-warszawskie były dopuszczone do obiegu na terenie całego Imperium, zostały więc ujęte w innych tomach monografii Romanowa jako monety rosyjskie.
W formie uzupełnienia opisano również sześciogroszówki i dwuzłotówki okresu oblężenia Zamościa przez wojska rosyjskie w 1813 r. oraz monety nowego bicia, jak również fantazyjne numizmaty niewiadomego pochodzenia, takie jak np. złotówka powstania listopadowego.
Rozdział poświęcony monetom bitym dla Polski rozpoczyna się od krótkiego wprowadzenia historycznego, po czym zamieszczono zbiór dokumentów, w języku polskim, rosyjskim lub francuskim, będących aktami prawnymi oraz oficjalną korespondencją między Królestwem a Petersburgiem. Następnie zostały opisane wszystkie numizmaty znane Jerzemu Romanowowi. Na końcu znajduje się siedem tabel z dobrej jakości rysunkami opisywanych monet.
W tabelach poniżej przedstawiono, zgodnie z numeracją księcia Romanowa, wszystkie numizmaty wymienione w pracy źródłowej. Zrezygnowano ze szczegółowych opisów każdej pozycji, ograniczając się jedynie do istotnych cech koniecznych do poprawnej identyfikacji, stosując niekiedy XXI-wieczne określenia typów lub odmiany. W czwartej kolumnie podano stopień rzadkości szacowany przez Romanowa, po nim numer rysunku z pracy źródłowej, a na samym końcu zdjęcie odpowiedniego numizmatu, jeśli było dostępne. Układ tabeli, tj. podział na poszczególne wiersze i nazewnictwo pozycji zgodne są z przyjętymi przez Romanowa w jego opracowaniu.

## Monety z roku 1816
| Nr     | Nominał   | Opis                                                                                      | Rzadkość | Nr rys. | Zdjęcie |
| SREBRO | SREBRO    | SREBRO                                                                                    | SREBRO   | SREBRO  | SREBRO  |
| ------ | --------- | ----------------------------------------------------------------------------------------- | -------- | ------- | ------- |
| 1      | 5 złotych | portret cesarza wypukły; rant skośnie ząbkowany; moneta bez otoku; ogon orła jednorzędowy |          | T.I,1   |         |
| 2      | 2 złote   | rant skośnie ząbkowany; moneta bez otoku                                                  |          | T.I,2   |         |
| BILON  |           |                                                                                           |          |         |         |
| 3      | 10 groszy |                                                                                           |          | T.I,3   |         |
| 4      | 5 groszy  |                                                                                           |          | T.I,4   |         |
| MIEDŹ  |           |                                                                                           |          |         |         |
| 5      | 1 grosz   | ogon orła jednorzędowy                                                                    |          | T.I,5   |         |

## Monety z roku 1817
| Nr     | Nominał   | Opis | Rzadkość | Nr rys. | Zdjęcie |
| ZŁOTO  | ZŁOTO     | ZŁOTO | ZŁOTO    | ZŁOTO   | ZŁOTO   |
| ------ | --------- | --- | -------- | ------- | ------- |
| 6      | 50 złot.  | rant skośnie ząbkowany; moneta bez otoku |          | T.I,6   |         |
| 7      | 25 złot.  | rant skośnie ząbkowany; moneta bez otoku |          | T.I,7   |         |
| SREBRO |           | |          |         |         |
| 8      | 5 złotych | portret cesarza wypukły; orzeł z ogonem jednorzędowym; rant skośnie ząbkowany; według Kostrzembskiego istnieją również egzemplarze z orłem o ogonie jednorzędowym i płaskim portretem cesarza (jak w nr 10) |          | T.I,8   |         |
| 9      | 5 złotych | portret cesarza wypukły; orzeł z ogonem dwurzędowym; rant skośnie ząbkowany |          | T.I,9   |         |
| 10     | 5 złotych | portret cesarza płaski; orzeł z ogonem dwurzędowym; rant skośnie ząbkowany |          | T.I,10  |         |
| 11     | 2 złote   | rant skośnie ząbkowany; moneta bez otoku |          | T.I,11  |         |
| MIEDŹ  |           | |          |         |         |
| 12     | 3 grosze  | rant skośnie ząbkowany; moneta bez otoku |          | T.I,12  |         |
| 13     | 1 grosz   | ogon orła dwurzędowy |          | T.I,13  |         |

## Monety z roku 1818
| Nr     | Nominał   | Opis | Rzadkość      | Nr rys. | Zdjęcie      |
| ZŁOTO  | ZŁOTO     | ZŁOTO | ZŁOTO         | ZŁOTO   | ZŁOTO        |
| ------ | --------- | --- | ------------- | ------- | ------------ |
| 14     | 50 złot.  | rant skośnie ząbkowany; moneta bez otoku                                                                                   |               | T.I,14  |              |
| 15     | 25 złot.  | rant skośnie ząbkowany; moneta bez otoku                                                                                   |               | T.I,15  |              |
| *16    | 25 złot.  | rant pionowo ząbkowany; moneta z otokiem; jedyny znany egzemplarz znajdował się w zbiorze hrabiego Tołstoja                | bardzo rzadka | T.I,16  | brak zdjęcia |
| SREBRO |           | |               |         |              |
| 17     | 5 złotych | portret cesarza płaski; rant skośnie ząbkowany; moneta bez otoku                                                           |               | T.I,17  |              |
| 18     | 2 złote   | rant skośnie ząbkowany; moneta bez otoku                                                                                   | dość rzadka   | T.I,18  |              |
| 19     | 1 złoty   | rant skośnie ząbkowany; moneta bez otoku                                                                                   |               | T.I,19  |              |
| 20     | 2 złote   | moneta z ząbkowanym otokiem; na rancie napis: BOG KROL i PRAWO                                                             | bardzo rzadka | T.I,20  |              |
| *21    | 1 złoty   | moneta z ząbkowanym otokiem; rant pionowo ząbkowany; jedyny znany egzemplarz znajdował się w kolekcji E. Hutten-Czapskiego | bardzo rzadka | T.I,21  |              |
| BILON  |           | |               |         |              |
| 22     | 5 groszy  | |               | T.I,22  |              |
| MIEDŹ  |           | |               |         |              |
| 23     | 3 grosze  | rant skośnie ząbkowany; moneta bez otoku                                                                                   |               | T.I,23  |              |
| 24     | 1 grosz   | litery I.B. po obu stronach ogona orła                                                                                     |               | T.I,24  |              |
| 25     | 1 grosz   | bez liter I.B.; rant gładki                                                                                                | rzadka        | T.I,25  |              |

O monetach nr 16, 20 i 21 nie można stwierdzić niczego pewnego, tzn. czy są to monety próbne, obiegowe, czy późniejszego bicia. Nie ma żadnych oficjalnych informacji na ten temat. Monety wybito ze srebra wysokiej próby. To, jak i napis umieszczony na rancie dwuzłotówki: BOG KROL I PRAWO, przywodzą na myśl, że jednak zostały one wykonane później. Należy jednak wziąć pod uwagę fakt, że w dwóch następnych latach (1819 i 1820) spotyka się podobne dwuzłotówki (z otokiem) razem z monetami starego wzoru.

## Monety z roku 1819
| Nr     | Nominał  | Opis                                     | Rzadkość    | Nr rys. | Zdjęcie |
| ZŁOTO  | ZŁOTO    | ZŁOTO                                    | ZŁOTO       | ZŁOTO   | ZŁOTO   |
| ------ | -------- | ---------------------------------------- | ----------- | ------- | ------- |
| 26     | 50 złot. | rant skośnie ząbkowany; moneta bez otoku |             | T.I,26  |         |
| 27     | 25 złot. | rant skośnie ząbkowany; moneta bez otoku |             | T.I,27  |         |
| 28     | 50 złot. | rant pionowo ząbkowany; moneta z otokiem |             | T.I,28  |         |
| SREBRO |          |                                          |             |         |         |
| 29     | 2 złote  | rant skośnie ząbkowany; moneta bez otoku |             | T.I,29  |         |
| 30     | 1 złoty  | rant skośnie ząbkowany; moneta bez otoku |             | T.I,30  |         |
| *31    | 2 złote  | rant pionowo ząbkowany; moneta z otokiem | rzadka      | T.I,31  |         |
| BILON  |          |                                          |             |         |         |
| 32     | 5 groszy |                                          |             | T.II,1  |         |
| MIEDŹ  |          |                                          |             |         |         |
| 33     | 3 grosze | rant pionowo ząbkowany; moneta z otokiem |             | T.II,2  |         |
| 34     | 1 grosz  |                                          | dość rzadka | T.II,3  |         |

## Monety z roku 1820
| Nr     | Nominał    | Opis                                     | Rzadkość | Nr rys. | Zdjęcie |
| ZŁOTO  | ZŁOTO      | ZŁOTO                                    | ZŁOTO    | ZŁOTO   | ZŁOTO   |
| ------ | ---------- | ---------------------------------------- | -------- | ------- | ------- |
| 35     | 50 złot.   | rant pionowo ząbkowany; moneta z otokiem |          | T.II,4  |         |
| SREBRO |            |                                          |          |         |         |
| 36     | 10 złotych | rant gładki                              |          | T.II,5  |         |
| 37     | 2 złote    | rant skośnie ząbkowany, moneta bez otoku |          | T.II,6  |         |
| 38     | 2 złote    | rant pionowo ząbkowany, moneta z otokiem |          | T.II,7  |         |
| BILON  |            |                                          |          |         |         |
| 39     | 10 groszy  |                                          |          | T.II,8  |         |
| 40     | 5 groszy   |                                          |          | T.II,9  |         |
| MIEDŹ  |            |                                          |          |         |         |
| 41     | 3 grosze   | rant pionowo ząbkowany; moneta z otokiem |          | T.II,10 |         |
| 42     | 1 grosz    |                                          |          | T.II,11 |         |

## Monety z roku 1821
| Nr     | Nominał    | Opis  | Rzadkość | Nr rys. | Zdjęcie |
| ZŁOTO  | ZŁOTO      | ZŁOTO | ZŁOTO    | ZŁOTO   | ZŁOTO   |
| ------ | ---------- | ----- | -------- | ------- | ------- |
| 43     | 50 złot.   |       |          | T.II,12 |         |
| SREBRO |            |       |          |         |         |
| 44     | 10 złotych |       |          | T.II,13 |         |
| 45     | 2 złote    |       |          | T.II,14 |         |
| BILON  |            |       |          |         |         |
| 46     | 10 groszy  |       |          | T.II,15 |         |
| 47     | 5 groszy   |       |          | T.II,16 |         |
| MIEDŹ  |            |       |          |         |         |
| 48     | 1 grosz    |       |          | T.II,17 |         |

## Monety z roku 1822
| Nr     | Nominał    | Opis              | Rzadkość    | Nr rys. | Zdjęcie      |
| ZŁOTO  | ZŁOTO      | ZŁOTO             | ZŁOTO       | ZŁOTO   | ZŁOTO        |
| ------ | ---------- | ----------------- | ----------- | ------- | ------------ |
| 49     | 50 złot.   |                   |             | T.II,18 | brak zdjęcia |
| 50     | 25 złot.   |                   | dość rzadka | T.II,19 |              |
| SREBRO |            |                   |             |         |              |
| 51     | 10 złotych |                   |             | T.II,20 |              |
| 52     | 2 złote    |                   |             | T.II,21 |              |
| 53     | 1 złoty    |                   |             | T.II,22 |              |
| BILON  |            |                   |             |         |              |
| 54     | 10 groszy  |                   |             | T.II,23 |              |
| 55     | 5 groszy   |                   |             | T.II,24 |              |
| MIEDŹ  |            |                   |             |         |              |
| 56     | 1 grosz    |                   | rzadka      | T.II,25 |              |
| 57     | 1 grosz    | Z MIEDZI KRAIOWEY |             | T.II,26 |              |

## Monety z roku 1823
| Nr     | Nominał    | Opis              | Rzadkość    | Nr rys. | Zdjęcie      |
| ZŁOTO  | ZŁOTO      | ZŁOTO             | ZŁOTO       | ZŁOTO   | ZŁOTO        |
| ------ | ---------- | ----------------- | ----------- | ------- | ------------ |
| 58     | 50 złot.   |                   |             | T.II,27 | brak zdjęcia |
| 59     | 25 złot.   |                   |             | T.II,28 |              |
| SREBRO |            |                   |             |         |              |
| 60     | 10 złotych |                   |             | T.II,29 |              |
| 61     | 2 złote    |                   |             | T.II,30 |              |
| 62     | 1 złoty    |                   |             | T.III,1 |              |
| BILON  |            |                   |             |         |              |
| 63     | 10 groszy  |                   | dość rzadka | T.III,2 |              |
| 64     | 5 groszy   |                   |             | T.III,3 |              |
| MIEDŹ  |            |                   |             |         |              |
| 65     | 1 grosz    | Z MIEDZI KRAIOWEY |             | T.III,4 |              |

## Monety z roku 1824
| Nr     | Nominał    | Opis              | Rzadkość | Nr rys.  | Zdjęcie |
| ZŁOTO  | ZŁOTO      | ZŁOTO             | ZŁOTO    | ZŁOTO    | ZŁOTO   |
| ------ | ---------- | ----------------- | -------- | -------- | ------- |
| 66     | 25 złot.   |                   |          | T.III,5  |         |
| SREBRO |            |                   |          |          |         |
| 67     | 10 złotych |                   |          | T.III,6  |         |
| 68     | 2 złote    |                   |          | T.III,7  |         |
| 69     | 1 złoty    |                   |          | T.III,8  |         |
| BILON  |            |                   |          |          |         |
| 70     | 5 groszy   |                   |          | T.III,9  |         |
| MIEDŹ  |            |                   |          |          |         |
| 71     | 1 grosz    | Z MIEDZI KRAIOWEY |          | T.III,10 |         |

## Monety z roku 1825
| Nr     | Nominał    | Opis              | Rzadkość | Nr rys.  | Zdjęcie |
| ZŁOTO  | ZŁOTO      | ZŁOTO             | ZŁOTO    | ZŁOTO    | ZŁOTO   |
| ------ | ---------- | ----------------- | -------- | -------- | ------- |
| 72     | 25 złot.   |                   |          | T.III,11 |         |
| SREBRO |            |                   |          |          |         |
| 73     | 10 złotych |                   |          | T.III,12 |         |
| 74     | 2 złote    |                   |          | T.III,13 |         |
| 75     | 1 złoty    |                   |          | T.III,14 |         |
| BILON  |            |                   |          |          |         |
| 76     | 10 groszy  |                   |          | T.III,15 |         |
| 77     | 5 groszy   |                   |          | T.III,16 |         |
| MIEDŹ  |            |                   |          |          |         |
| 78     | 1 grosz    | Z MIEDZI KRAIOWEY |          | T.III,17 |         |

## Monety z roku 1826
| Nr     | Nominał    | Opis                    | Rzadkość | Nr rys.  | Zdjęcie |
| SREBRO | SREBRO     | SREBRO                  | SREBRO   | SREBRO   | SREBRO  |
| ------ | ---------- | ----------------------- | -------- | -------- | ------- |
| 79     | 2 zło.pol. |                         |          | T.III,18 |         |
| BILON  |            |                         |          |          |         |
| 80     | 10 groszy  |                         |          | T.III,19 |         |
| 81     | 5 groszy   |                         |          | T.III,20 |         |
| MIEDŹ  |            |                         |          |          |         |
| 82     | 3 grosze   | I.B.; Z MIEDZI KRAIOWEY |          | T.III,21 |         |

## Monety z roku 1827
| Nr     | Nominał     | Opis                                    | Rzadkość      | Nr rys.  | Zdjęcie |
| ZŁOTO  | ZŁOTO       | ZŁOTO                                   | ZŁOTO         | ZŁOTO    | ZŁOTO   |
| ------ | ----------- | --------------------------------------- | ------------- | -------- | ------- |
| 83     | 50 zło.pol. |                                         | dość rzadka   | T.III,22 |         |
| SREBRO |             |                                         |               |          |         |
| 84     | 10 złotych  | I.B.                                    | bardzo rzadka | T.III,23 |         |
| 85     | 1 zło.pol.  |                                         |               | T.III,24 |         |
| BILON  |             |                                         |               |          |         |
| 86     | 10 groszy   | I.B.                                    |               | T.III,25 |         |
| 87     | 5 groszy    | I.B.                                    |               | T.III,26 |         |
| SREBRO |             |                                         |               |          |         |
| 88     | 10 złotych  | F.H.                                    | dość rzadka   | T.III,27 |         |
| BILON  |             |                                         |               |          |         |
| 89     | 10 groszy   | F.H.                                    |               | T.III,28 |         |
| 90     | 5 groszy    | F.H.; cyfry roku i litery F.H. większe  |               | T.III,29 |         |
| 91     | 5 groszy    | F.H.; cyfry roku i litery F.H. mniejsze |               | T.IV,1   |         |
| MIEDŹ  |             |                                         |               |          |         |
| 92     | 3 grosze    | I.B.; Z MIEDZI KRAIOWEY                 |               | T.IV,2   |         |
| 93     | 3 grosze    | F.H.                                    | dość rzadka   | T.IV,3   |         |

Niektórzy numizmatycy, w związku ze śmiercią Jakuba Benika w maju 1827 r., twierdzą, że moneta 84 została wybita później. Można jednak przyjąć, że intendent mennicy w Warszawie miał wystarczająco dużo czasu aby wybić kilka próbnych egzemplarzy monety 84 ze swoimi inicjałami (I.B.). Egzemplarz przedstawiony w książce, pochodzący z kolekcji hrabiego Tołstoja, podobnie jak i ten drugi, mają przepisową masę. Egzemplarz z kolekcji hrabiego Czapskiego jest nieznacznie lżejszy.

## Monety z roku 1828
| Nr     | Nominał     | Opis  | Rzadkość    | Nr rys. | Zdjęcie |
| ZŁOTO  | ZŁOTO       | ZŁOTO | ZŁOTO       | ZŁOTO   | ZŁOTO   |
| ------ | ----------- | ----- | ----------- | ------- | ------- |
| 94     | 25 zło.pol. |       |             | T.IV,4  |         |
| SREBRO |             |       |             |         |         |
| 95     | 2 zło.pol.  |       |             | T.IV,5  |         |
| 96     | 1 zło.pol.  |       |             | T.IV,6  |         |
| BILON  |             |       |             |         |         |
| 97     | 10 groszy   |       |             | T.IV,7  |         |
| 98     | 5 groszy    |       | dość rzadka | T.IV,8  |         |
| MIEDŹ  |             |       |             |         |         |
| 99     | 3 grosze    |       |             | T.IV,9  |         |
| 100    | 1 grosz     |       |             | T.IV,10 |         |

## Monety z roku 1829
| Nr     | Nominał     | Opis  | Rzadkość | Nr rys. | Zdjęcie |
| ZŁOTO  | ZŁOTO       | ZŁOTO | ZŁOTO    | ZŁOTO   | ZŁOTO   |
| ------ | ----------- | ----- | -------- | ------- | ------- |
| 101    | 50 zło.pol. |       |          | T.IV,11 |         |
| 102    | 25 zło.pol. |       |          | T.IV,12 |         |
| SREBRO |             |       |          |         |         |
| 103    | 5 złotych   |       |          | T.IV,13 |         |
| 104    | 1 zło.pol.  |       |          | T.IV,14 |         |
| BILON  |             |       |          |         |         |
| 105    | 5 groszy    |       |          | T.IV,15 |         |
| MIEDŹ  |             |       |          |         |         |
| 106    | 3 grosze    |       |          | T.IV,16 |         |
| 107    | 1 grosz     |       |          | T.IV,17 |         |

## Monety z roku 1830
| Nr     | Nominał    | Opis   | Rzadkość    | Nr rys. | Zdjęcie |
| SREBRO | SREBRO     | SREBRO | SREBRO      | SREBRO  | SREBRO  |
| ------ | ---------- | ------ | ----------- | ------- | ------- |
| 108    | 5 złotych  | F.H.   | dość rzadka | T.IV,18 |         |
| 109    | 2 zło.pol. |        |             | T.IV,19 |         |
| 110    | 1 zło.pol. |        |             | T.IV,20 |         |
| BILON  |            |        |             |         |         |
| 111    | 10 groszy  | F.H.   |             | T.IV,21 |         |
| 112    | 5 groszy   | F.H.   |             | T.IV,22 |         |
| SREBRO |            |        |             |         |         |
| 113    | 5 złotych  | K.G.   |             | T.IV,23 |         |
| BILON  |            |        |             |         |         |
| 114    | 10 groszy  | K.G.   | dość rzadka | T.IV,24 |         |
| MIEDŹ  |            |        |             |         |         |
| 115    | 3 grosze   | F.H.   |             | T.IV,25 |         |
| 116    | 1 grosz    | F.H.   |             | T.IV,26 |         |
| 117    | 3 grosze   | K.G.   | rzadka      | T.IV,27 |         |
| 118    | 1 grosz    | K.G.   |             | T.IV,28 |         |

## Monety z roku 1831
| Nr     | Nominał           | Opis | Rzadkość    | Nr rys. | Zdjęcie |
| SREBRO | SREBRO            | SREBRO | SREBRO      | SREBRO  | SREBRO  |
| ------ | ----------------- | --- | ----------- | ------- | ------- |
| 119    | 5 złotych         | |             | T.IV,29 |         |
| 120    | 1 zło.pol.        | portret cesarza duży |             | T.IV,30 |         |
| BILON  |                   | |             |         |         |
| 121    | 10 groszy         | |             | T.IV,31 |         |
| 122    | 5 groszy          | | dość rzadka | T.IV,32 |         |
| MIEDŹ  |                   | |             |         |         |
| 123    | 3 grosze          | K.G. |             | T.V,1   |         |
| 124    | 1 grosz           | |             | T.V,2   |         |
| ZŁOTO  |                   | |             |         |         |
| 125    | holenderski dukat | (bity w czasie powstania listopadowego) |             | T.V,3   |         |
| 126    | 5 zło.pol.        | KRÓLESTWO POLSKIE; (bite w czasie powstania listopadowego)                                                                                                  |             | T.V,4   |         |
| 127    | 2 zło.pol.        | KRÓLESTWO POLSKIE; (bite w czasie powstania listopadowego)                                                                                                  |             | T.V,5   |         |
| BILON  |                   | |             |         |         |
| 128    | 10 groszy         | KRÓLESTWO POLSKIE (łapy orła wygięte) – bite w czasie powstania listopadowego                                                                               |             | T.V,6   |         |
| 129    | 10 groszy         | KRÓLESTWO POLSKIE; tarcza herbowa nieznacznie szersza; skrzydła i ogon orła inne; korona szersza (łapy orła proste) – bite w czasie powstania listopadowego |             | T.V,7   |         |
| MIEDŹ  |                   | |             |         |         |
| 130    | 3 grosze          | KRÓLESTWO POLSKIE (bite w czasie powstania listopadowego)                                                                                                   |             | T.V,8   |         |

## Monety z roku 1832
| Nr     | Nominał     | Opis                 | Rzadkość    | Nr rys. | Zdjęcie |
| ZŁOTO  | ZŁOTO       | ZŁOTO                | ZŁOTO       | ZŁOTO   | ZŁOTO   |
| ------ | ----------- | -------------------- | ----------- | ------- | ------- |
| 131    | 25 zło.pol. |                      |             | T.V,9   |         |
| SREBRO |             |                      |             |         |         |
| 132    | 5 złotych   |                      |             | T.V,10  |         |
| 133    | 1 zło.pol.  | portret cesarza duży |             | T.V,11  |         |
| 134    | 1 zło.pol.  | portret cesarza mały |             | T.V,12  |         |
| BILON  |             |                      |             |         |         |
| 135    | 5 groszy    |                      | dość rzadka | T.V,13  |         |
| MIEDŹ  |             |                      |             |         |         |
| 136    | 3 grosze    | F.H.                 | rzadka      | T.V,14  |         |
| 137    | 3 grosze    | K.G.                 |             | T.V,15  |         |
| 138    | 1 grosz     |                      |             | T.V,16  |         |

## Monety z roku 1833
| Nr     | Nominał     | Opis  | Rzadkość | Nr rys. | Zdjęcie |
| ZŁOTO  | ZŁOTO       | ZŁOTO | ZŁOTO    | ZŁOTO   | ZŁOTO   |
| ------ | ----------- | ----- | -------- | ------- | ------- |
| 139    | 25 zło.pol. |       |          | T.V,17  |         |
| SREBRO |             |       |          |         |         |
| 140    | 5 złotych   |       |          | T.V,18  |         |
| 141    | 1 zło.pol.  |       |          | T.V,19  |         |
| MIEDŹ  |             |       |          |         |         |
| 142    | 3 grosze    |       |          | T.V,20  |         |
| 143    | 1 grosz     |       |          | T.V,21  |         |

## Monety z roku 1834
| Nr     | Nominał    | Opis   | Rzadkość | Nr rys. | Zdjęcie |
| SREBRO | SREBRO     | SREBRO | SREBRO   | SREBRO  | SREBRO  |
| ------ | ---------- | ------ | -------- | ------- | ------- |
| 144    | 5 złotych  | K.G.   |          | T.V,22  |         |
| 145    | 5 złotych  | I.P.   |          | T.V,23  |         |
| 146    | 1 zło.pol. |        |          | T.V,24  |         |
| MIEDŹ  |            |        |          |         |         |
| 147    | 3 grosze   | K.G.   | rzadka   | T.V,25  |         |
| 148    | 1 grosz    | K.G.   |          | T.V,26  |         |
| 149    | 3 grosze   | I.P.   |          | T.V,27  |         |
| 150    | 1 grosz    | I.P.   |          | T.V,28  |         |

## Monety z roku 1835
| Nr    | Nominał        | Opis                                                            | Rzadkość    | Nr rys. | Zdjęcie |
| BILON | BILON          | BILON                                                           | BILON       | BILON   | BILON   |
| ----- | -------------- | --------------------------------------------------------------- | ----------- | ------- | ------- |
| 151   | 10 groszy M.W. |                                                                 |             | T.V,29  |         |
| MIEDŹ |                |                                                                 |             |         |         |
| 152   | 3 grosze I.P.  |                                                                 | dość rzadka | T.V,30  |         |
| 153   | 1 grosz I.P.   |                                                                 |             | T.V,31  |         |
| 154   | 3 grosze M.W.  |                                                                 | dość rzadka | T.V,32  |         |
| 155   | 1 grosz M.W.   | według Kostrzembskiego istnieją grosze z większymi cyframi roku |             | T.VI,1  |         |

## Monety z roku 1836
| Nr    | Nominał        | Opis  | Rzadkość | Nr rys. | Zdjęcie |
| BILON | BILON          | BILON | BILON    | BILON   | BILON   |
| ----- | -------------- | ----- | -------- | ------- | ------- |
| 156   | 10 groszy M.W. |       |          | T.VI,2  |         |
| 157   | 5 groszy M.W.  |       |          | T.VI,3  |         |
| MIEDŹ |                |       |          |         |         |
| 158   | 3 grosze M.W.  |       |          | T.VI,4  |         |
| 159   | 1 grosz M.W.   |       |          | T.VI,5  |         |

## Monety z roku 1837
| Nr    | Nominał        | Opis  | Rzadkość | Nr rys. | Zdjęcie |
| BILON | BILON          | BILON | BILON    | BILON   | BILON   |
| ----- | -------------- | ----- | -------- | ------- | ------- |
| 160   | 10 groszy M.W. |       |          | T.VI,6  |         |
| MIEDŹ |                |       |          |         |         |
| 161   | 3 grosze M.W.  |       |          | T.VI,7  |         |
| 162   | 1 grosz M.W.   |       |          | T.VI,8  |         |
| 163   | 1 grosz W.M.   |       | rzadka   | T.VI,9  |         |

## Monety z roku 1838
| Nr    | Nominał        | Opis  | Rzadkość | Nr rys. | Zdjęcie |
| BILON | BILON          | BILON | BILON    | BILON   | BILON   |
| ----- | -------------- | ----- | -------- | ------- | ------- |
| 164   | 10 groszy M.W. |       |          | T.VI,10 |         |
| 165   | 5 groszy M.W.  |       |          | T.VI,11 |         |
| MIEDŹ |                |       |          |         |         |
| 166   | 3 grosze M.W.  |       |          | T.VI,12 |         |
| 167   | 1 grosz M.W.   |       |          | T.VI,13 |         |

## Monety z roku 1839
| Nr    | Nominał        | Opis | Rzadkość | Nr rys. | Zdjęcie      |
| BILON | BILON          | BILON | BILON    | BILON   | BILON        |
| ----- | -------------- | --- | -------- | ------- | ------------ |
| 168   | 10 groszy M.W. | |          | T.VI,14 |              |
| 169   | 5 groszy M.W.  | Św. Jerzy bez płaszcza |          | T.VI,15 |              |
| 170   | 5 groszy M.W.  | Św. Jerzy w płaszczu |          | T.VI,16 | brak zdjęcia |
| MIEDŹ |                | |          |         |              |
| 171   | 3 grosze M.W.  | ogon orła prosty |          | T.VI,17 |              |
| 172   | 3 grosze M.W.  | ogon orła wachlarzowaty |          | T.VI,18 |              |
| 173   | 1 grosz M.W.   | |          | T.VI,19 |              |
| 174   | 1 grosz M.W.   | tarcza herbowa mniejsza oraz dodatkowa kropka po roku 1839; istnieją również monety z mniejszą tarczą herbową bez kropki po roku 1839 |          | T.VI,20 |              |

## Monety z roku 1840
| Nr    | Nominał        | Opis | Rzadkość | Nr rys. | Zdjęcie      |
| BILON | BILON          | BILON | BILON    | BILON   | BILON        |
| ----- | -------------- | --- | -------- | ------- | ------------ |
| 175   | 10 groszy M.W. | orzeł takich rozmiarów jak na 5–groszówce nr 165; moneta z otokiem na awersie i rewersie – moneta próbna | rzadka   | T.VI,21 |              |
| 176   | 10 groszy M.W. | rysunek wieńca na rewersie taki jak nr 151; istnieją egzemplarze z dodatkową kropką po nominale 10, napisie GROSZY albo po roku 1840. Mennica w 1841 r. w celach kontrolnych umieściła kropkę po nominale 10, potem po GROSZY i na koniec po roku 1840. Konsumenci z rezerwą odnieśli się do tych zmian, z których w końcu zrezygnowano po otrzymaniu upomnienia z Petersburga. |          | T.VI,22 |              |
| 177   | 5 groszy M.W.  | istnieją egzemplarze z kropką po GROSZY |          | T.VI,23 |              |
| MIEDŹ |                | |          |         |              |
| 178   | 3 grosze M.W.  | istnieją odmiany z kropką po roku 1840 i po GROSZE |          | T.VI,24 |              |
| 179   | JEDEN GROSZ    | | rzadka   | T.VI,25 |              |
| 180   | 1 grosz 1840   | bez wieńca na rewersie | rzadka   | T.VI,26 | brak zdjęcia |
| 181   | 1 grosz M.W.   | większe cyfry roku |          | T.VI,27 |              |
| 182   | 1 grosz M.W.   | mniejsze cyfry roku |          | T.VI,28 |              |

## Monety z roku 1841
| Nr    | Nominał       | Opis | Rzadkość      | Nr rys. | Zdjęcie      |
| BILON | BILON         | BILON | BILON         | BILON   | BILON        |
| ----- | ------------- | --- | ------------- | ------- | ------------ |
| *183  | 5 groszy M.W. | z kolekcji hrabiego Tołstoja                                                                                             | bardzo rzadka | T.VI,29 | brak zdjęcia |
| MIEDŹ |               | |               |         |              |
| 184   | 3 grosze M.W. | |               | T.VI,30 |              |
| 185   | IEDEN GROSZ   | orzeł na awersie mniejszy; z kolekcji hr. E. Hutten-Czapskiego                                                           | bardzo rzadka | T.VI,31 |              |
| 186   | JEDEN GROSZ   | | rzadka        | T.VI,32 |              |
| 187   | IEDEN GROSZ   | orzeł na awersie większy                                                                                                 | rzadka        | T.VI,33 |              |
| 188   | 1 grosz M.W.  | cyfry roku 1841 większe                                                                                                  | dość rzadka   | T.VI,34 |              |
| 189   | 1 grosz M.W.  | cyfry roku 1841 mniejsze; jest to moneta nowego bicia z 1858 r. – pomyłkowo została jednak zaliczona do monet obiegowych | dość rzadka   | T.VI,34 | brak zdjęcia |

## Monety bite w czasie oblężenia Zamościa przez wojska rosyjskie
| Nr  | Nominał            | Opis | Rzadkość    | Nr rys. | Zdjęcie |
| --- | ------------------ | --- | ----------- | ------- | ------- |
| 190 | 2 złote 1813 roku  | napis w czterech wierszach; według Kostrzembskiego istnieją egzemplarze z listkami drobnymi i wąskimi; autorowi nie udało się potwierdzić istnienia takiego egzemplarza | dość rzadka | T.VII,1 |         |
| 191 | 2 złote 1813 roku  | napis w trzech wierszach; litera N w WIERNYM odwrócona |             | T.VII,2 |         |
| 192 | 2 złote 1813 roku  | napis w trzech wierszach; litera N w WIERNYM normalna |             | T.VII,3 |         |
| 193 | 2 złote 1813 roku  | napis w trzech wierszach; litera D w DOPOMOZ odwrócona |             | T.VII,4 |         |
| 194 | 2 złote 1813 roku  | napis w trzech wierszach; mniejsze cyfry roku |             | T.VII,5 |         |
| 195 | 6 groszy 1813 roku | z napisem otokowym DOPOMOZ WIERNYM OYCZYZNIE |             | T.VII,6 |         |
| 196 | 6 groszy 1813 roku | bez napisu otokowego DOPOMOZ WIERNYM OYCZYZNIE | dość rzadka | T.VII,7 |         |

## Monety nowego bicia
| Nr   | Nominał                 | Opis | Rzadkość      | Nr rys.  | Zdjęcie      |
| ---- | ----------------------- | --- | ------------- | -------- | ------------ |
| 197  | 3 grosze 1815 roku      | bite w miedzi w 1858 r.; moneta bez otoku | dość rzadka   | T.VII,8  |              |
| 198  | 3 grosze 1815 roku      | moneta z perełkowym otokiem; bita w Petersburgu stemplem dostarczonym po likwidacji mennicy w Warszawie | dość rzadka   | T.VII,9  | brak zdjęcia |
| 199  | 1 grosz 1815 roku       | bity w miedzi w 1858 r.; ogon orła jednorzędowy | dość rzadka   | T.VII,10 |              |
| *200 | 1 grosz 1815 roku       | bity w miedzi; ogon orła dwurzędowy; z kolekcji hrabiego Tołstoja | rzadka        | T.VII,11 | brak zdjęcia |
| 201  | 3 grosze 1816 roku      | bite w miedzi w 1858 r.; moneta bez otoku | dość rzadka   | T.VII,12 |              |
| *202 | 3 grosze 1818 roku      | bita w miedzi w 1858 r.; moneta bez otoku | dość rzadka   | T.VII,13 | brak zdjęcia |
| *203 | 3 grosze 1824 roku      | bite w miedzi; z kolekcji hr. Tołstoja | rzadka        | T.VII,14 | brak zdjęcia |
| *204 | 1 grosz 1824 roku       | bity w miedzi; z kolekcji hr. Tołstoja | bardzo rzadka | T.VII,15 | brak zdjęcia |
| 205  | 1 grosz 1826 roku       | Z MIEDZI KRAIOWEY; moneta bita w miedzi w 1858 r. | dość rzadka   | T.VII,16 |              |
| 206  | 3 grosze 1827 roku F.H. | Z MIEDZI KRAIOWEY; moneta bita w miedzi w 1858 r. | rzadka        | T.VII,17 | brak zdjęcia |
| 207  | 5 groszy 1829 roku K.G. | bite w bilonie; z kolekcji hr. Tołstoja | bardzo rzadka | T.VII,18 | brak zdjęcia |
| 208  | 1 złoty 1831 r.         | w ołowiu; wzór zgodny z rysunkiem 2 i 5 złotych bitych w czasie powstania listopadowego; produkt eksperymentalny – sklejony z dwóch płytek                                                                                         | rzadka        | T.VII,19 |              |
| 209  | 5 groszy 1831 r.        | w ołowiu; wzór zgodny z rysunkiem 10 groszy bitych w trakcie powstania listopadowego; produkt eksperymentalny – sklejony z dwóch płytek                                                                                            | rzadka        | T.VII,20 |              |
| *210 | 10 groszy 1831 r.       | bite w miedzi; moneta w oblężeniu Zamościa w 1831 r.; jedyny znany egzemplarz znajdował się w kolekcji hr. Platera; istnienie tej monety można jedynie wytłumaczyć celami spekulacyjnymi                                           | bardzo rzadka | T.VII,21 | brak zdjęcia |
| *211 | 10 groszy 1832 r.       | bite w bilonie; z kolekcji hr. Tołstoja | rzadka        | T.VII,22 |              |
| *212 | 10 groszy 1833 r.       | bite w bilonie; z kolekcji hr. Tołstoja | bardzo rzadka | T.VII,23 | brak zdjęcia |
| 213  | 3 grosze 1836 r.        | bite w miedzi w 1858 r. | dość rzadka   | T.VII,24 | brak zdjęcia |
| 214  | 3 grosze 1837 r.        | bite w miedzi w 1858 r. | dość rzadka   | T.VII,25 | brak zdjęcia |
| 215  | 3 grosze 1838 r.        | bite w miedzi w 1858 r. | dość rzadka   | T.VII,26 | brak zdjęcia |
| 216  | 10 groszy 1840 r.       | bite w bilonie; z otokiem perełkowy; z kolekcji hr. Tołstoja | rzadka        | T.VII,27 | brak zdjęcia |
| 217  | 1 grosz 1840 r.         | bity w miedzi; bez wieńca laurowego na rewersie; w kolekcji hr. Tołstoja znajduje się taki egzemplarz bity w srebrze; w kolekcji A.A. Ioher znajduje się egzemplarz bardzo wyraźnego bicia, co może sugerować przeznaczenie próbne | rzadka        | T.VII,28 | brak zdjęcia |
| 218  | 10 groszy 1841 r.       | bite w bilonie; z kolekcji E. Lesser; ze względu na pęknięty stempel mało prawdopodobnym jest, aby była to moneta próbnego bicia                                                                                                   | bardzo rzadka | T.VII,29 | brak zdjęcia |
| 219  | 5 groszy 1841 r.        | bite w bilonie; z portretem cesarza na awersie; chociaż moneta została umieszczona w kategorii nowego bicia, to z dużym prawdopodobieństwem należałoby ją zaliczyć do kategorii monet próbnych                                     | rzadka        | T.VII,30 |              |

gdzie * przed numerem oznacza, że tej pozycji nie było w zbiorze autora.

## Ocena merytoryczna
Opracowanie, jak na okres w którym powstało, zaskakuje gruntownością potraktowania tematu oraz jakością grafik obrazujących opisywane numizmaty. Jerzy Romanow zastrzegł w swojej pracy, że nie do końca był pewny, czy wśród opisywanych monet obiegowych nie zostały umieszczone pomyłkowo jakieś numizmaty późniejszego bicia. Z punktu widzenia XXI w. opracowanie pomija niektóre odmiany znane współcześnie. Niewątpliwie jest ciekawym uzupełnieniem późniejszych prac Karola Plage, Konrada Berezowskiego, czy katalogu Czesława Kamińskiego i Edmunda Kopickiego.